# T-95主战坦克
T-95是一款正在研發中的俄羅斯主战坦克，由T-90发展而来。該車擬搭載2A83 152mm滑膛砲，可能裝載世上前所未有的大口徑炮，因此配有高自動化裝彈和小型化的無人炮塔以減輕重量。俄斯維爾德洛夫斯克州工業科學部部長亞歷山大·彼得羅夫在2010年舉行的新聞發佈會上宣佈T-95已經研發成功，專用的炮射導彈將成為T-95的王牌武器，可準確命中7000米之外的敵方坦克。車上配有已經在T-90應用的「競技場-1」硬殺式主動防禦系統，可以擊落來襲的小型反坦克導彈，也依然保留了「窗簾-1」軟殺光電干擾裝置。火控系统为目视+红外+激光+雷达多渠道。
該坦克於2000年對外公開並宣稱將會於2009年量產，然而至今未能證實是否量產。2010年4月，俄羅斯總統普京宣布中止T-95项目，但亞歷山大·彼得羅夫则说虽然俄国政府不再支持，该局仍会继续自行开发直到完成原型车為止。